# Potier (métier)

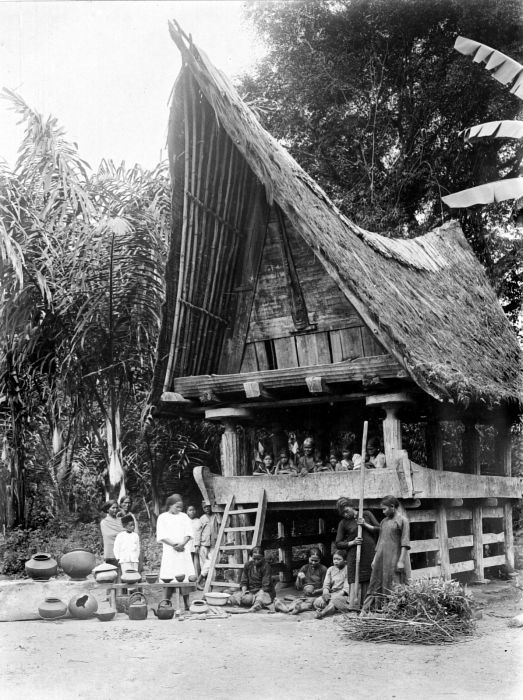
Potières de l'ethnie Batak à Tarutung (île de Sumatra), à l'époque des Indes orientales néerlandaises ; la maison est représentative de leur architecture.
Crédit photo : Tropenmuseum

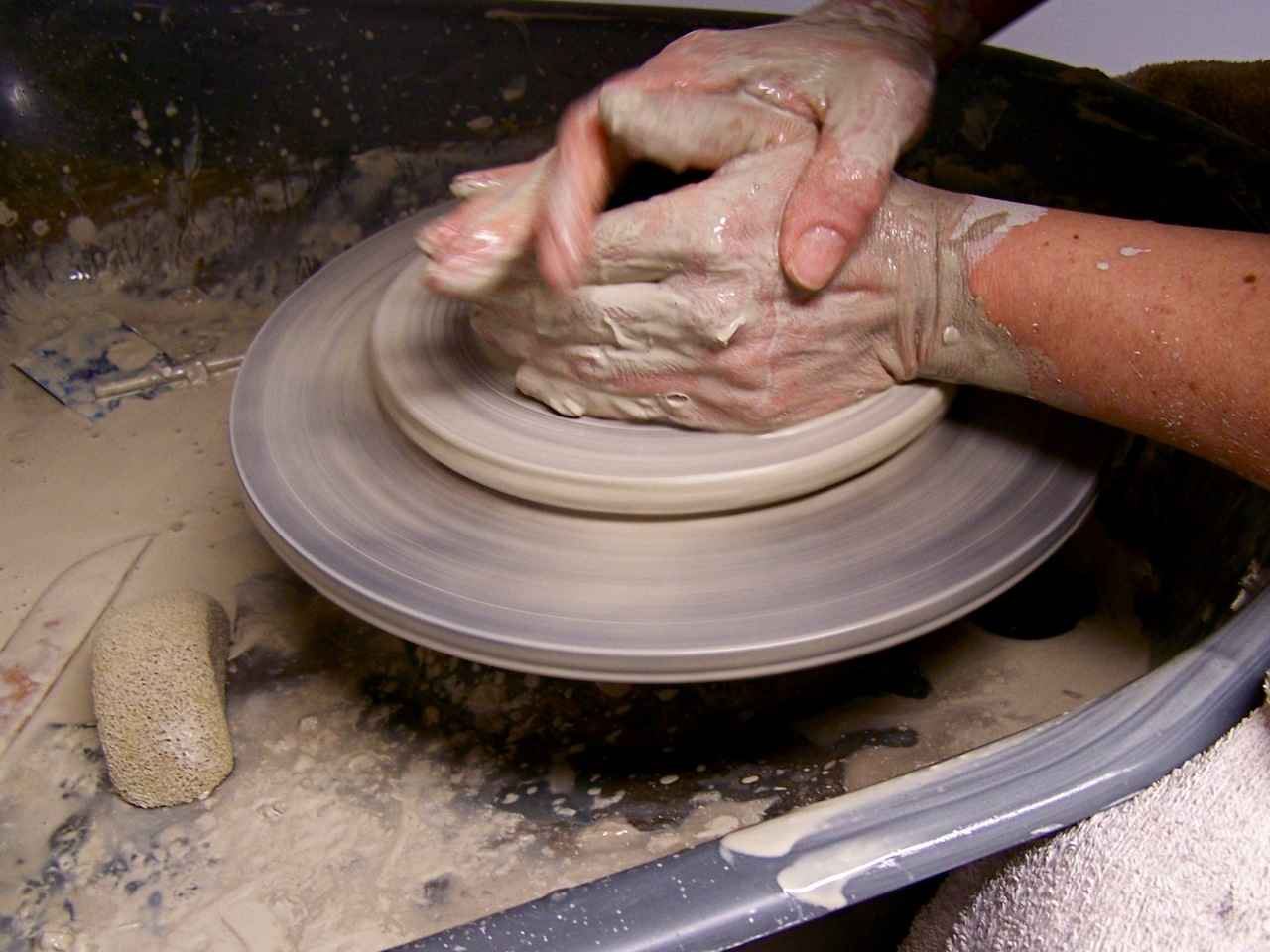
Potier au travail. Novembre 2020.

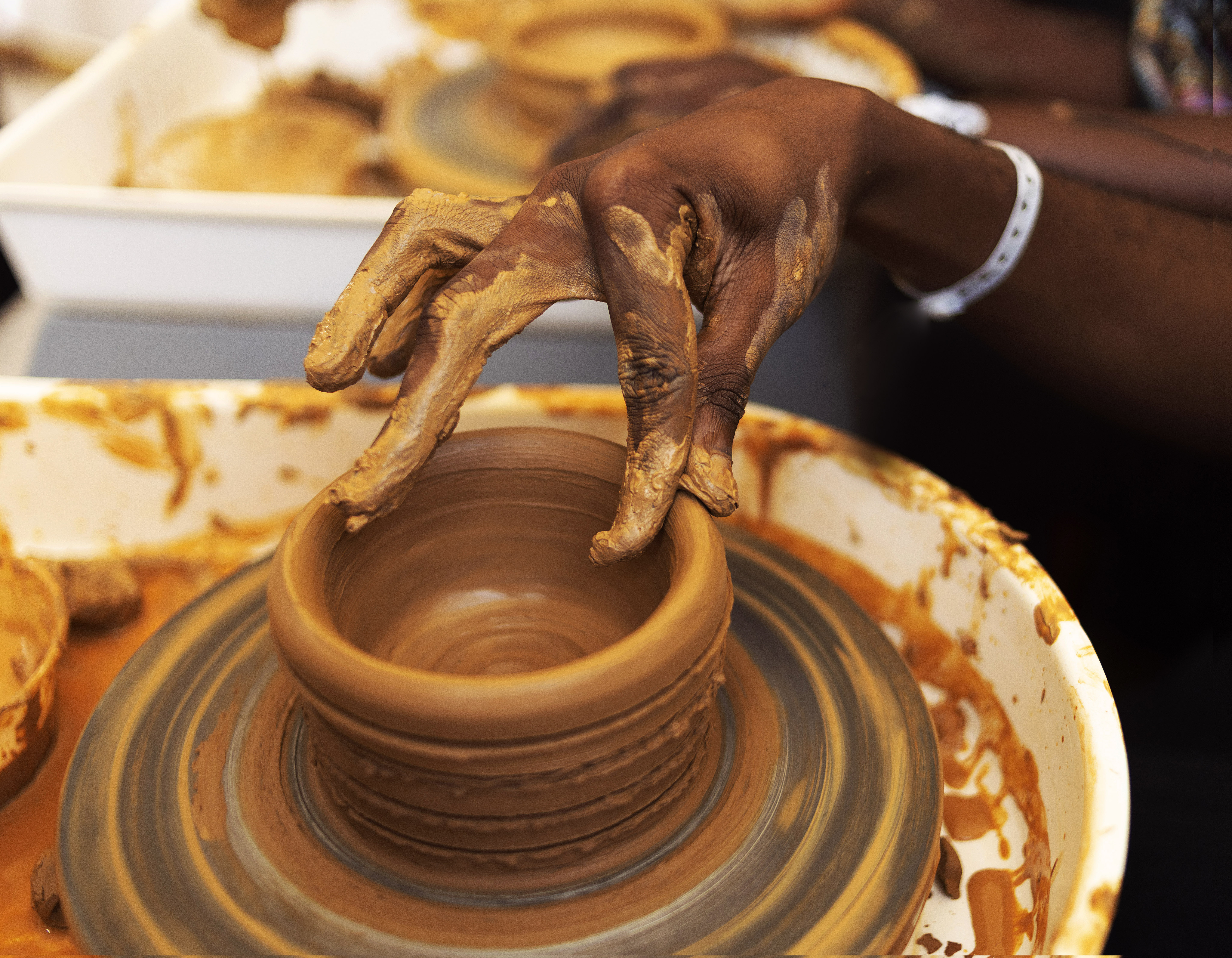
Potier sculptant un bol en argile.

Le potier ou la potière conçoit et fabrique des objets utilitaires en argile.
Le potier fabrique ses articles soit à l'aide d'un tour ou à la main, en utilisant différentes qualités de terre et en variant les températures pour la cuisson. Il crée des modèles originaux pour satisfaire les exigences de ses clients.
Exerçant au sein d'une structure artisanale, dans une entreprise industrielle ou de façon autonome, il façonne des articles, tourne (au tour à pied ou électrique), calibre (sur bosse ou en creux), coule la pâte dans des moules. Il est astreint au respect des différents temps de séchage afin d'éviter les fissures pendant la cuisson. Après cela, il entame les finitions par l'élimination des bavures, des coutures laissées par les moules par le biais d'une éponge ou d'un grattoir. Il peut utiliser plusieurs méthodes pour fabriquer les différents objets à savoir le modelage (tourner avec ses propres mains la terre pour former les objets), l'estompage (réparer ou profiter d'un objet pour appliquer des différents types de boules de terre pour ensuite lisser le tout et former un autre objet) et le colombin (il utilise un cylindre de terre long et étroit roulé sur une table).